# 電磁吸着ブレーキ

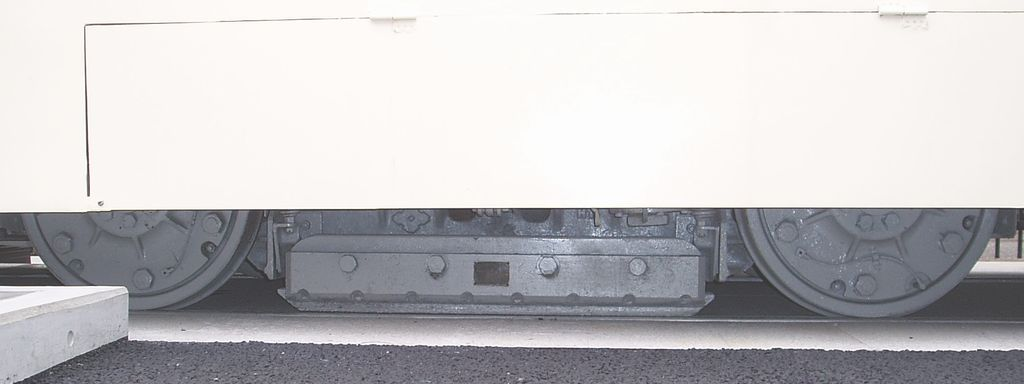
都電5500形5501の台車(FS-501)。車輪の間にあるのが電磁吸着ブレーキ。

電磁吸着ブレーキ（でんじきゅうちゃくブレーキ）は、鉄道において車両（台車）側の電磁石をレールに吸着させて制動力を得るブレーキである。
車輪とは接触せず、レールとの摩擦力のみを利用する。急勾配上での停止を免れない時などに、常用ブレーキで停止した上でこのブレーキをかけることで急勾配上で停止することができる。なお、電磁石による摩擦力を前提にしたブレーキであるため、電源がない場合などにはこのブレーキは使用できない。また、ブレーキをレールに吸着させたまま分岐器を通過すると脱線する恐れがある。
なお、よく似たブレーキに、電磁的に吸着するのではなく、制動子を圧縮空気やばねによりレールに押しつけるといったものがある。小田急箱根の電車が装備する「レール圧着ブレーキ」や、ケーブルカーのケーブルが切れたといったような非常用として、ケーブルのテンションが緩むと自動的に作動するといったようなものがある。
ヨーロッパでは路面電車をはじめとして各種鉄道車両で用いられている。高速列車においても非常時に停止距離を短縮するためのブレーキとして装備されていたが、ICE 1など、より損傷の少ない方式である渦電流式レールブレーキへ改修される例もある。
日本では主に急勾配区間におけるブレーキとして装備され、国鉄EF63形電気機関車のような急勾配を客車などを牽いて通過しなければならない機関車や、または発電ブレーキを使えない車両（機関車を含む）の台車に取り付けられている。
アメリカの高性能路面電車「PCCカー」のデッドマンブレーキとしても使用され、その流れを汲む東京都電5500形（5501のみ）や大阪市電3001形も非常用として装備していた。
JR四国8000系電車試作車では、高速度からの制動距離の短縮のために装備していたが、各種試験後量産車の営業開始までに撤去された。
電磁吸着ブレーキでは、電磁石のN-S極は左右方向に並べられており、前後方向では同一極性となるようになっている。これは渦電流式レールブレーキとは異なり渦電流によるブレーキ力を基本的に期待しているわけではないためであり（渦電流式レールブレーキでは進行方向に対し極性の交代が多いほうが制動力が増す）、磁路が短いほうが磁束密度が高まり吸着に適しているからである。